# Gautier II Brisebarre
 (mai 2025).
Gautier II Brisebarre, mort en 1169, est seigneur de Beyrouth, dans le royaume de Jérusalem. Il est le fils aîné de Guy Ier Brisebarre, précédent seigneur de Beyrouth.
Son père meurt peu après 1148 et Gautier II lui succède comme nouveau seigneur de Beyrouth.
Vers 1156, il résigne à sa charge pour rejoindre l'ordre du Temple et son frère puîné Guy II lui succède dans ses titres.
Il apparait pour la dernière fois dans les archives contemporaines dans une charte du 16 mars 1169 dans laquelle il possède le titre de précepteur (« Galterus de Berito præceptor »), c'est-à-dire qu'il commande à une maison religieuse de l'ordre. Il occupe par la suite la fonction de sénéchal de l'ordre du Temple, c'est à dire le deuxième dignitaire de l'ordre après le maître.
La date de sa mort est inconnue mais survient probablement peu après 1169. Il n'a pas contracté d'union ni eu de descendance connue.